# 이 사람이 사는 세상
이 사람이 사는 세상은 MBC 표준FM에서 방송되었던 프로그램이다. 또한 2013년 9월 가을개편부터 2014년 4월 11일 금요일까지 평일 밤 9시 50분에 방송된 휴먼라디오, 우리의 후속으로 방송했는데, 2017년 6월 23일을 마지막으로 3년 만에 종영되었다.

## 지역 방송국 프로그램
| 프로그램                                                  | 지역                        | 방송국       | 진행자 |
| --------------------------------------------------------- | --------------------------- | ------------ | ------ |
| 사람이 좋다! 문화가 좋다! (매일 오전 11시 10분 ~ 낮 12시) | 광주광역시, 전라남도 중북부 | 광주문화방송 | 류권형 |